# Nervus suboccipitalis

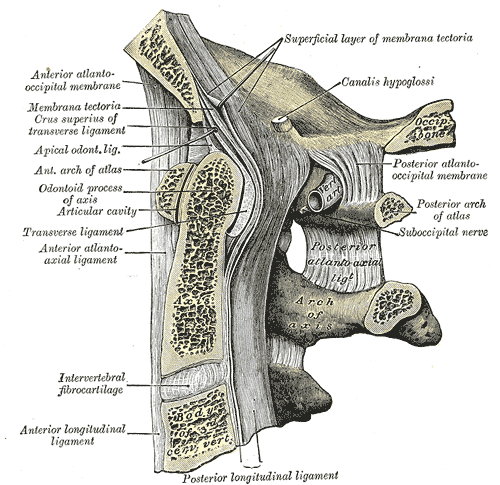
Medianer Schnitt in sagittaler Richtung durch das Os occipitale (occipital bone)
Nervus suboccipitalis im Verlauf mit Arteria vertebralis angeschnitten

Der Nervus suboccipitalis ist der hintere Ast (Ramus dorsalis) des ersten Spinalnerven. Er ist rein motorisch und versorgt die autochthone Rückenmuskulatur des tiefen Nackendreiecks: 
- Musculus rectus capitis posterior minor,
- Musculus rectus capitis posterior major,
- Musculus obliquus capitis superior und
- Musculus obliquus capitis inferior.

Weiter gibt er Äste an den Musculus semispinalis capitis und den Musculus longissimus capitis ab.